# Municipio de Breckenridge (Misuri)
El municipio de Breckenridge (en inglés: Breckenridge Township) es un municipio ubicado en el condado de Caldwell en el estado estadounidense de Misuri. En el año 2010 tenía una población de 547 habitantes y una densidad poblacional de 5,96 personas por km².

## Geografía
El municipio de Breckenridge se encuentra ubicado en las coordenadas 39°44′33″N 93°48′46″O / 39.74250, -93.81278. Según la Oficina del Censo de los Estados Unidos, el municipio tiene una superficie total de 91.75 km², de la cual 91,14 km² corresponden a tierra firme y (0,66 %) 0,61 km² es agua.

## Demografía
Según el censo de 2010, había 547 personas residiendo en el municipio de Breckenridge. La densidad de población era de 5,96 hab./km². De los 547 habitantes, el municipio de Breckenridge estaba compuesto por el 94,52 % blancos, el 0,37 % eran afroamericanos, el 1,28 % eran amerindios, el 0,37 % eran de otras razas y el 3,47 % eran de una mezcla de razas. Del total de la población el 1,1 % eran hispanos o latinos de cualquier raza.